# Johnny B. Goode
Singles de Chuck Berry
Sweet Little Sixteen Beautiful Delilah

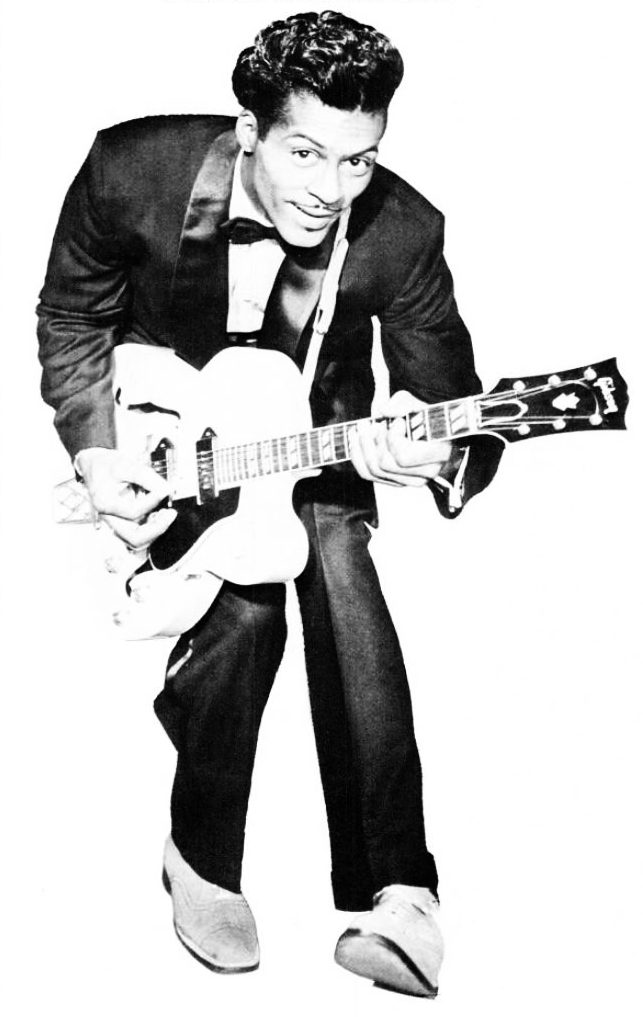
Photo promotionnelle de Chuck Berry pour la sortie du single Johnny B. Goode en 1958.

Johnny B. Goode est une chanson de Chuck Berry, écrite en 1957. Elle atteint le huitième rang du hit-parade en 1958. La chanson est considérée comme l'un des morceaux les plus emblématiques du rock'n'roll.
En 2004, le magazine Rolling Stone la consacre septième plus grande chanson de tous les temps. Elle est la seule chanson de rock'n'roll du Voyager Golden Record envoyé dans l'espace.

## Thème
Johnny B. Goode est un des premiers tubes de rock’n’roll à traiter de la célébrité dans le rock’n’roll.
Le personnage de la chanson, Johnny, est un garçon de campagne près de La Nouvelle-Orléans, d’origine modeste et faiblement éduqué mais qui joue de la guitare avec un talent inné. À la force de sa détermination, il est admiré par le public local. Sa mère présage en lui un grand succès, le voyant diriger un groupe qu’une large audience viendra écouter jusqu’au petit matin, son nom illuminé en grand au-devant de la salle de concert.
Le refrain, Go!, Johnny Go!, traduisible en français par « Vas-y !, Johnny Vas-y ! », sonne dans ce contexte comme un encouragement dans cette ascension sociale. Une ascension sociale que Berry et certains de ses contemporains afro-américains sont en train de réaliser, et qui donne une raison d'espérer au reste de la population noire du pays.
À quelques détails près, la chanson est d’inspiration autobiographique, relatant le parcours glorieux de Chuck Berry. Le « Goode » ferait référence à son adresse de naissance, 2520 Goode Avenue à Saint-Louis (Missouri). Le nom Johnny viendrait d’un hommage à son pianiste Johnnie Johnson, avec qui Chuck enregistre ses premiers titres et effectue ses premières tournées. Régulièrement, Chuck lui aurait rappelé d'éviter les écarts de conduite après les concerts et de rester « bon » (Why can't you just be good, Johnnie?),,,.
Une autre source d'inspiration du thème de la chanson, en particulier l'usage du « B. » dans le titre, viendrait d’un emprunt au poète Langston Hughes. Ce dernier publie en 1950 un recueil de chroniques dans lequel apparaît le personnage de Jesse B. Simple, un garçon noir qui travaille dur et réussit à s’extraire de ses conditions modestes. Au-delà de la similitude des noms des deux personnages et de leur destinée, il semblerait y avoir un intérêt similaire par leurs auteurs à décrire le quotidien, les rêves, craintes et aspirations de citoyens noirs américains,.

## Intro

### Les origines
Johnny B. Goode est particulièrement célèbre pour son introduction à la guitare électrique interprétée très rapidement par Chuck Berry, qui commence par un riff d'une seule note répétée plusieurs fois suivi par une figure descendante. De son propre aveu, Berry a emprunté la première partie de son solo à l'introduction jouée par Carl Hogan, le guitariste du chanteur, musicien et chef d'orchestre de rhythm and blues Louis Jordan, dans le morceau Ain't That Just Like a Woman enregistré en 1946. Mais selon le musicologue Larry Birnbaum, ce thème musical est bien plus ancien, et se transmet de musicien en musicien depuis les premiers enregistrements du blues, du jazz et du ragtime. Pour lui, Carl Hogan a pu s'inspirer du motif de Super Chief de Count Basie en 1940, où l'on entend un refrain joué par les cuivres au milieu de la mélodie, et Basie l'a peut-être lui-même emprunté à Walkin' and Swingin' d'Andy Kirk en 1936, où se trouve un extrait plus court du même refrain. Le motif de Johnny B. Goode apparaît également dans Too Tight du guitariste de ragtime-blues Blind Blake en octobre 1926, interprété pratiquement de la même manière que Carl Hogan. Blind Lemon Jefferson joue presque le même riff sur Got the Blues, enregistré pour la 1re fois en mars 1926. Et le Wilbur Sweatman's Jazz Orchestra, l'un des premiers groupes de jazz noir à faire des disques, joue ce même riff sur son enregistrement de Bluin' the Blues en 1918.
La connexion avec Johnny B. Goode est évidente également sur l'enregistrement de Texas Shout de Cow Cow Davenport en 1929. Et dans la chanson Cow Cow Blues de Davenport la même année, une figure descendante préfigure également le solo de guitare de Berry, figure que Jelly Roll Morton joue pratiquement à l'identique sur son enregistrement de juillet 1923 de New Orleans Joys. Sur le rouleau de piano pneumatique de Sugar Blues réalisé en avril 1923, soit trois mois avant Jelly Roll Morton, Clarence Williams joue déjà le riff de Johnny B. Goode (avec un trille d'ouverture au lieu d'un note répétée). Sugar Blues obtient un certain succès par la suite grâce aux enregistrements du trompettiste Clyde McColl en 1931 et 1935, d'Ella Fitzgerald en 1940 et de Johnny Mercer en 1947, tandis que Cow Cow Blues est repris par King Oliver, Tommy Dorsey, Bob Wills et Fats Waller, entre autres.
Mais la première apparition publiée et enregistrée du riff semble avoir été faite dans le populaire Trilby Rag de l'auteur-compositeur blanc Carey Morgan, protégé en mai 1915, présenté par le célèbre duo de danseurs de Vernon et Irene Castle, et gravé sur cire pour Victor par le Conway's Band en août de la même année. Et Trilby Rag est clairement la source du Atlanta Rag de Cow Cow Davenport, que celui-ci enregistre sur rouleau de piano en 1922 et qui comprend aussi le riff de Johnny B. Goode. Atlanta Rag, à son tour, forme la base à la fois pour Cow Cow Blues et Texas Shout.
La figure décroissante qui suit la note répétée dans le riff de Johnny B. Goode et qui apparaît, sans la note répétée, dans Cow Cow Blues et New Orleans Joys, peut être retracée encore plus loin, mais avec moins de certitude. Morton, qui enregistre New Orleans Joys en 1923, affirmera plus tard qu'il s'agit de sa première composition, écrite entre 1902 et 1905 sous le titre New Orleans Blues. Morton dit à Alan Lomax que « Tous les groupes noirs de la ville de la Nouvelle-Orléans ont joué cet air ». Morton enregistre également pour Lomax un blues qu'il attribue à un pianiste de la Nouvelle-Orléans appelé Game Kid et daté d'environ 1900 ; ce Game Kid Blues s'ouvre sur la figure décroissante complète (suivie d'un rythme effervescent évoquant Chuck Berry de manière frappante).

### Innovation de Chuck Berry
La différence et l'apport de Chuck Berry sur ce passage réside essentiellement dans l'usage de double corde, une technique consistant à jouer deux notes en simultané. Comme le décrit le guitariste Eric Clapton dans le documentaire Hail! Hail! Rock 'n' Roll, cette technique particulière est une véritable signature de style de Chuck Berry, notamment parce que les deux notes jouées en simultané apportent plus de densité sonore qu'une note jouée seule. Bruce Pegg, le biographe de Berry, note que, si les cordes doublées sont inspirées par deux de ses héros, T-Bone Walker et Charlie Christian, « elles n'avaient été utilisées nulle part avec autant de puissance et de force qu'ici ». Chuck Berry pose ainsi la prééminence de la guitare et du solo rapide dans le rock.
Cette intro est également devenue mythique en raison de sa vitesse d’exécution (160 bpm). Les introductions des morceaux Fun, Fun, Fun des Beach Boys, tout comme Hygiaphone du groupe Téléphone, sont très semblables (pour ne pas dire identiques) à celle de Johnny B. Goode, hommages en forme de clin d'œil à Chuck Berry, sans pour autant pouvoir affirmer que ce sont des reprises. C'est le cas aussi de  King of the Surf des Trashmen, Star Star des Rolling Stones ou de Get Out of Denver de Bob Seger.

## Parution
La chanson est enregistrée le 30 décembre 1957 ou le 6 janvier 1958 aux studios Chess Records à Chicago. Elle sort en single le 31 mars 1958. Elle est ensuite intégrée dans l'album Chuck Berry Is on Top sorti en juillet 1959.
Johnny B. Goode ouvre le film Go, Johnny, Go! de Paul Landres en 1959, qui doit son titre aux paroles de la chanson, et dans lequel Chuck Berry joue son propre rôle.
Chuck Berry a écrit trois autres chansons faisant suite à Johnny B. Goode : Bye Bye Johnny, Go Go Go, Lady B. Goode et composé deux  instrumentaux, Johnny B. Blues et Concerto in B. Goode.

## Musiciens
- Chuck Berry – Voix, Guitares
- Lafayette Leake – Piano
- Willie Dixon – Contrebasse
- Fred Below – Batterie

## Classements dans les charts
| Classement (1958)                   | Année | Meilleure position |
| ----------------------------------- | ----- | ------------------ |
| États-Unis, Billboard Hot 100       | 1958  | 8                  |
| États-Unis, Billboard Hot R&B Sides | 1958  | 2                  |
| États-Unis, Cash Box Top 100        | 1958  | 11                 |
| France                              | 2012  | 73                 |
| États-Unis, Billboard Rock Songs    | 2017  | 9                  |
| Suisse, Single-Hitparade            | 2017  | 83                 |

| Classement (1958)             | Rang |
| ----------------------------- | ---- |
| États-Unis, Billboard Hot 100 | 73   |

## Certifications
| Pays              | Certification | Date       | Unités certifiées |
| ----------------- | ------------- | ---------- | ----------------- |
| États-Unis (RIAA) | Platine       | 18/11/2020 | 1 000 000         |
| Italie (FIMI)     | Or            | 12/2019    | 25 000            |
| Royaume-Uni (BPI) | Platine       | 26/01/2024 | 600 000           |

## Postérité
La sonde Voyager I, envoyée dans l'espace en 1977, emmène avec elle le disque Voyager Golden Record, contenant ce que la NASA a estimé être les « sons de la terre » (Sounds of Earth) : Au mot « Bonjour » déclamé en 55 langues et à de nombreux bruits d'animaux, s'ajoutent divers morceaux éclectiques de la « musique de l'humanité » : Bach, Mozart, Beethoven [...] et Chuck Berry avec sa chanson Johnny B. Goode, unique titre rock retenu par la NASA.
Cette chanson est 7e du classement des 500 plus grandes chansons de tous les temps selon le magazine Rolling Stone. Elle figure également dans la liste des « 500 chansons qui ont façonné le rock and roll » du Rock and Roll Hall of Fame.
Dave Marsh la classe « second plus grand single de tous les temps » dans son livre The Heart of Rock & Soul: The 1001 Greatest Singles Ever Made. Selon Steve Sullivan, « aucun autre disque ne définit l'essence même du rock 'n' roll comme Johnny B. Goode ».
En 1999, elle reçoit le Grammy Hall of Fame Award.

## Reprises
Considérée comme un « classique » du rock, cette chanson a été reprise de nombreuses fois,,.

### The Beatles
Pistes inédites de Live at the BBC
The Honeymoon Song Memphis, Tennessee
Les Beatles l'ont enregistrée le 7 janvier 1964 au Playhouse Theatre de Londres pour l'émission Saturday Club (en) diffusée le 15 février. Cette prestation a été publiée sur la compilation Live at the BBC en 1994.

#### Musiciens
- John Lennon – chant, guitare rythmique
- Paul McCartney – basse
- George Harrison – guitare solo
- Ringo Starr –  batterie

### Autres versions
The Jimi Hendrix Experience interprète la chanson lors de plusieurs concerts entre 1967 et 1970, et notamment celui du 30 mai 1970 à Berkeley. L'enregistrement sort en 1972 sur l'album live Hendrix in the West. Le single qui en est extrait se classe 38e dans le UK Singles Chart.
Également en 1969, Buck Owens and The Buckaroos enregistrent une version country de Johnny B. Goode, sortie sur l'album In London et dans un single classé no 1 dans le Hot Country Singles de Billboard.
En 1988, le groupe Judas Priest l'intègre sur son album Ram It Down ; cette version est 64e dans les charts britanniques.
Autres reprises (par ordre chronologique) :
- juin 1958 : Johnny Rebb and His Rebels en single ;
- août 1958 : The Penny Rockets sur leur EP Johnny B. Goode ;
- 1959 : le rocker italien Little Tony and his Brothers sur l'EP Who's That Knocking ;
- 1961 : Mickie Most and His Playboys sur son album Hear the Most ;
- 1962 :
  - Bill Black's Combo sur Record Hop ;
  - The Rolling Stones, le 5 octobre, au Woodstock Hotel à North-Cheam près de Londres, lors d'un concert durant lequel ils interprètent de nombreuses reprises de Chuck Berry et de Bo Diddley, entre autres ;
- 1963 : The Tornadoes sur l'album Bustin' Surfboards ;
  - Dion DiMucci en single ;
  - Johnny Rivers, version live sur l'album Here We à Go Go Again! ;
  - The Beach Boys sur l'album Beach Boys Concert ;
  - Freddie and the Dreamers sur You Were Mad for Me ;
  - Sir Henry and his Butlers, en face B du single Let's Go (Oh Holly Golly), puis en 1976 dans l'album Flash Back ;
  - The Pretty Things dans une émission télévisée de la BBC ;
- 1965 :
  - Jerry Lee Lewis sur The Return of Rock ;
  - The Liverbirds sur Star-Club Show 4 ;
- 1966 : Muddy Waters en concert au Club 47 à Cambridge (Massachusetts), le 24 août, avec Georgia Boy au chant[30] ;
- 1968 :
  - Bill Haley and His Comets sur Live in Sweden - Vol. 2 - Rock the Joint ;
  - The Chambers Brothers sur leur album Shout! ;
  - Billy Lee Riley couplé dans un medley avec Thirty Days, sur Southern Soul...Recorded Live!! At The Brave • Falcon ;
  - The Monkees en concert le 18 septembre au Festival Hall à Melbourne, puis dans un grand nombre de concerts au cours des années suivantes ;
- 1969 :
  - Conway Twitty sur l'album I Love You More Today ;
  - Elvis Presley, dans l'album From Memphis to Vegas: Elvis in Person at the International Hotel ;
  - Johnny Winter sur l'album Second Winter, après l'avoir joué au Festival de Woodstock la même année, puis en 1971 sur l'album Live Johnny Winter And ;
  - Tommy Körberg sur Spotlight ;
  - Led Zeppelin en concert, notamment le 26 janvier 1969 à Boston (Boston Tea Party), et aussi le 28 juin 1970 au festival de Bath en Angleterre ;
  - The Who lors de plusieurs concerts, dont ceux du Rockpile à Toronto le 19 mai 1969 (le riff uniquement), de la Wembley Arena à Londres le 23 octobre 1975, et en conclusion d'un concert au Alameda County Stadium d'Oakland le 10 octobre ;
  - Grateful Dead en concert au Family Dog, à San Francisco, le 7 septembre 1969. Le groupe reprend ensuite régulièrement la chanson sur scène tout au long de sa carrière. Un premier enregistrement paraît en 1971 sur l'album live Grateful Dead (Skull & Roses) ;
- 1970 :
  - Jay and the Americans sur l'album Wax Museum ;
  - The Shadows sur Shades of Rock ;
  - Status Quo, lors de plusieurs concert en Allemagne et au Royaume-Uni entre septembre 1970 et janvier 1971 ;
- 1971 : Tom Jones dans un medley avec Bony Moronie et Long Tall Sally, sur Tom Jones Live at Caesars Palace Las Vegas ;
- 1972 :
  - Donna Fargo sur The Happiest Girl in the Whole U.S.A. ;
  - Jerry Reed dans un medley avec The Promised Land, School Days, Maybellene et Memphis, Tennessee, sur Hot A' Mighty ;
- 1973 : The Equals sur leur album Rock Around the Clock Vol 1 ;
- 1974 : Roy Buchanan en concert, paru en 2003 sur American Axe - Live in 1974 ;
- 1975 :
  - Ronnie Milsap dans un medley avec Slippin' and Slidin', I'm in Love Again et Whole Lotta Shakin' Goin' On sur l'album In Concert with Host Charley Pride ;
  - Motörhead lors d'une tournée estivale en Angleterre ;
- 1976 : Dr Feelgood en face B du single Riot in Cell Block No. 9[31] ;
- 1977 :
  - Jerry Jeff Walker sur A Man Must Carry On ;
  - Leif Garrett sur son album homonyme ;
- 1978 :
  - Tony Sheridan & The Elvis Presley Band sur Worlds Apart ;
  - Frank Marino & Mahogany Rush sur Live ;
- 1979 :
  - Cheap Trick avec Bon Scott, Malcolm et Angus Young lors d'un concert le 7 juillet à la Sioux Falls Arena de Sioux Falls (Dakota du Sud), alors qu'AC/DC fait leur première partie ; l'enregistrement sort en 2000 sur l'album Bun E.'s Basement Bootlegs, Volume 1: Gigs '79-'94[32] ;
  - John Denver sur son album homonyme ;
  - Sex Pistols sur The Great Rock 'n' Roll Swindle ;
  - Elton John sur Victim of Love ;
- 1982 :
  - Ronnie Hawkins en face B du single Wild Little Willy ;
  - le chanteur allemand Peter Maffay sur l'album Live '82, puis dans la compilation Hallo Elvis - Die Deutschen Popstars feiern eine Legende en 1984 ;
  - The Stray Cats rendent hommage à Chuck Berry sur l'album Gonna Ball dans leur chanson Rev It Up And Go, qui ressemble fort à Johnny B. Goode[33] ;
- 1983 :
  - Peter Tosh sur Mama Africa ;
  - The Remains Live in Boston ;
- 1984 : Rory Gallagher, le 8 juillet sur la scène du Bosenbach Stadion à Saint-Wendel en Allemagne ;
- 1986 : Roy Clark sur Rockin' in the Country ;
- 1987 :
  - Julian Lennon, en duo avec Chuck Berry, dans le documentaire Hail! Hail! Rock 'n' Roll ;
  - NOFX sur l'EP The P.M.R.C. Can Suck on This ;
  - Bobby Darin sur Live! At the Desert Inn ;
  - Meat Loaf dans un medley rock 'n' roll sur Live at Wembley ;
  - le rappeur LL Cool J sample Johnny B. Goode dans le morceau Go Cut Creator Go (album Bigger and Deffer).
- 1988 :
  - Johnnie Johnson sur Blue Hand Johnnie ;
  - The Toasters sous le titre Johnny Go Ska, sur Thrill Me Up ;
  - Carlos Santana avec Jerry Garcia, Bob Weir (Grateful Dead) et NRBQ,  au concert de charité Blues for Salvador le 23 janvier à Oakland[34] ;
  - Green Day lors d'un concert le 26 novembre à Berkeley (Californie), puis à plusieurs reprises au cours de sa carrière ;
- 1989 : la chanteuse italienne Mina dans un medley avec La pelle nera, Black Betty et Angeli negri, sur l'album Uiallalla Vol. 1/2 ;
- 1991 : Bruce Springsteen & the E Street Band avec Chuck Berry en concert pour le Rock and Roll Hall of Fame, paru en 2011 sur la compilation Best of Rock and Roll Hall of Fame + Museum Live ;
- 1994 :
  - The Ukulele Orchestra of Great Britain sur A Fist Full of Ukuleles ;
  - Al Kooper sur Rekooperation ;
- 1995 : George Thorogood and the Destroyers sur Let's Work Together ;
- 1996 : Les Forbans sur leur album Rock'n Roll Story ;
- 1997 : Phish en concert, enregistrement paru en 2002 sur Live Phish volume 11 ;
- 1998 : The Trashmen sur Bird Call! The Twin City Stomp of the Trashmen ;
- 1999 ; Eddy Clearwater sur Chicago Daily Blues ;
- 2003 :
  - Billy Fury sur The Last Concert ;
  - Aerosmith en clotûre d'un concert au Regattabar à Cambridge (Massachusetts), le 12 février ;
- 2006 : Prince lors de plusieurs concerts de la tournée 3121 Las Vegas Residency, puis à nouveau en 2011, avec notamment une prestation acoustique dans l'émission Le Grand Journal sur Canal+ le 12 février[35] ;
- 2009 : Roch Voisine sur Americana ;
- 2011 : Bill Wyman's Rhythm Kings sur Live Communication ;
- 2013:	Cliff Richard sur The Fabulous Rock 'n' Roll Songbook ;
- 2014 :
  - The MonaLisa Twins en live sur MonaLisa Twins Play Beatles & More ;
  - Nikki Sudden sur Fred Beethoven ;
- 2019 : Ronnie Wood with His Wild Five sur Mad Lad - A Live Tribute to Chuck Berry ;

Et aussi
- Anthony B, Live at the Battlefield
- Bad Religion (concert)
- The Blues Brothers
- The Brian Setzer Orchestra
- Blues Traveler
- Andrés Calamaro
- The Carpenters (concert)
- Earthlings?
- John Farnham
- Five Iron Frenzy
- Buddy Holly
- Huey Lewis and the News
- MattRach
- Eddie Meduza
- Men at Work
- Phenix (concert)
- NRBQ
- Ratdog
- Lynyrd Skynyrd (concert)
- Slade
- Slaughter and The Dogs
- Los Suaves (concert)
- Ten Years After (concert)
- Têtes Raides (concert)
- Twisted Sister (concert)
- Uncle Tupelo
- Brian Wilson (concert)
- Equilibrium (CD)

## Adaptations
- 1961 : Eddy Mitchell et Les Chaussettes noires l'adaptent en français sous le titre Eddy sois bon (100 % rock).
- 1964 : Johnny Hallyday, enregistre une autre adaptation française sous le titre Johnny reviens (album Johnny, reviens ! Les Rocks les plus terribles). En 1984, Hallyday enregistre le titre en trio avec Carl Perkins et le groupe The Stray Cats, dans une version qui mêle la version française et la version originale (album Spécial Enfants du rock).
- 1976 : Patrick Topaloff, sous une forme parodique enregistre Ali be good (diffusé en 45 tours).

## Dans la fiction
- Dans Max et Co, le nom de scène du père de Max est « Johnny Bigoude ».
- Une musique du jeu Final Fantasy VI a pour titre Johnny C. Bad (qui se veut l'antonyme de « Johnny B. Good »).

### Utilisations dans des films
Ce titre a aussi été utilisé dans de nombreux films, émission ou séries télévisées. Parmi les plus célèbres, on compte :
- American Graffiti de George Lucas en 1973 ;
- Retour vers le futur de Robert Zemeckis en 1985. Marty McFly (incarné par Michael J. Fox), interprète ce titre en 1955, dans le lycée de ses parents, à la « Féerie dansante des sirènes ». Marvin Berry (incarné par Harry Waters Jr. (en).), un membre du groupe de musique chargé d'animer la fête, téléphone à son cousin, un certain « Chuck », pour lui faire part de cette découverte musicale, provoquant ainsi un paradoxe temporel connu sous le nom de paradoxe de l'écrivain.
- Retour vers le futur 2 en 1989 ;
- Le Péril jeune de Cédric Klapisch en 1994.

## Anecdote
Kenny Pickett, le chanteur du groupe The Creation, également tour manager pour Led Zeppelin ou Steppenwolf, est mort sur scène le 10 janvier 1997 en interprétant Johnny B. Goode, lors d'un rappel, dans un pub de Mortlake, au sud-ouest de Londres. L'autopsie n'a pas révélé les causes du décès.